# Manuel Sáenz
Manuel Sáenz Rodríguez (Monterrey, 21 gennaio 1948) è un ex cestista messicano.

## Carriera
Con il Messico ha disputato i Campionati del mondo del 1974 e i Giochi olimpici del 1976.